# Friedrich Ludwig von Sckell
Clarus Friedrich Ludwig von Sckell, né le 13 septembre 1750 à Weilbourg et mort le 24 février 1823 à Munich, anobli à l'âge de 58 ans, est un paysagiste et urbaniste allemand. Il est l'initiateur de la période classique du jardin à l’anglaise en Allemagne, et a contribué à la planification du développement urbain de la ville de Munich.

## Biographie
Il reçoit une formation de jardinier de Cour au château de Schwetzingen, puis travaille à Bruchsal, Paris et Versailles. De 1773 à 1776, il est en Angleterre où il se consacre à l'aménagement de jardins dans le style anglais. À son retour, il aménage en jardin anglais le parc Schönbusch à Aschaffenbourg pour l'électeur de Mayence et l'archevêque Frédéric-Charles Joseph d'Erthal, tout comme le parc Schöntal dans la même ville, puis collabore à la transformation du jardin baroque de Schwetzing en parc paysager. En 1789, le comte Benjamin Thompson lui confie la création de l'Englischer Garten à Munich.
En 1792, Sckell succède à son père comme jardinier de Cour à Schwetzingen. En 1799, il devient Directeur des jardins de l'Électorat pour le Palatinat et la Bavière, puis en 1804 Intendant des jardins de la Cour à Munich. Il achève alors les travaux de l'Englischer Garten et modifie, toujours dans le style anglais, le parc du château de Nymphembourg.
Toujours à Munich, il collabore avec l'architecte Gustav Vorherr (de) à l'agrandissement de la ville, particulièrement pour ce qui est des espaces verts, dans les secteurs de la Sonnenstraße, du Sachus, de la Sendlinger Tor et de l'Isartor.
En 1808, il reçoit l'ordre du mérite civil de la Couronne de Bavière et est par conséquent anobli.

## Réalisations

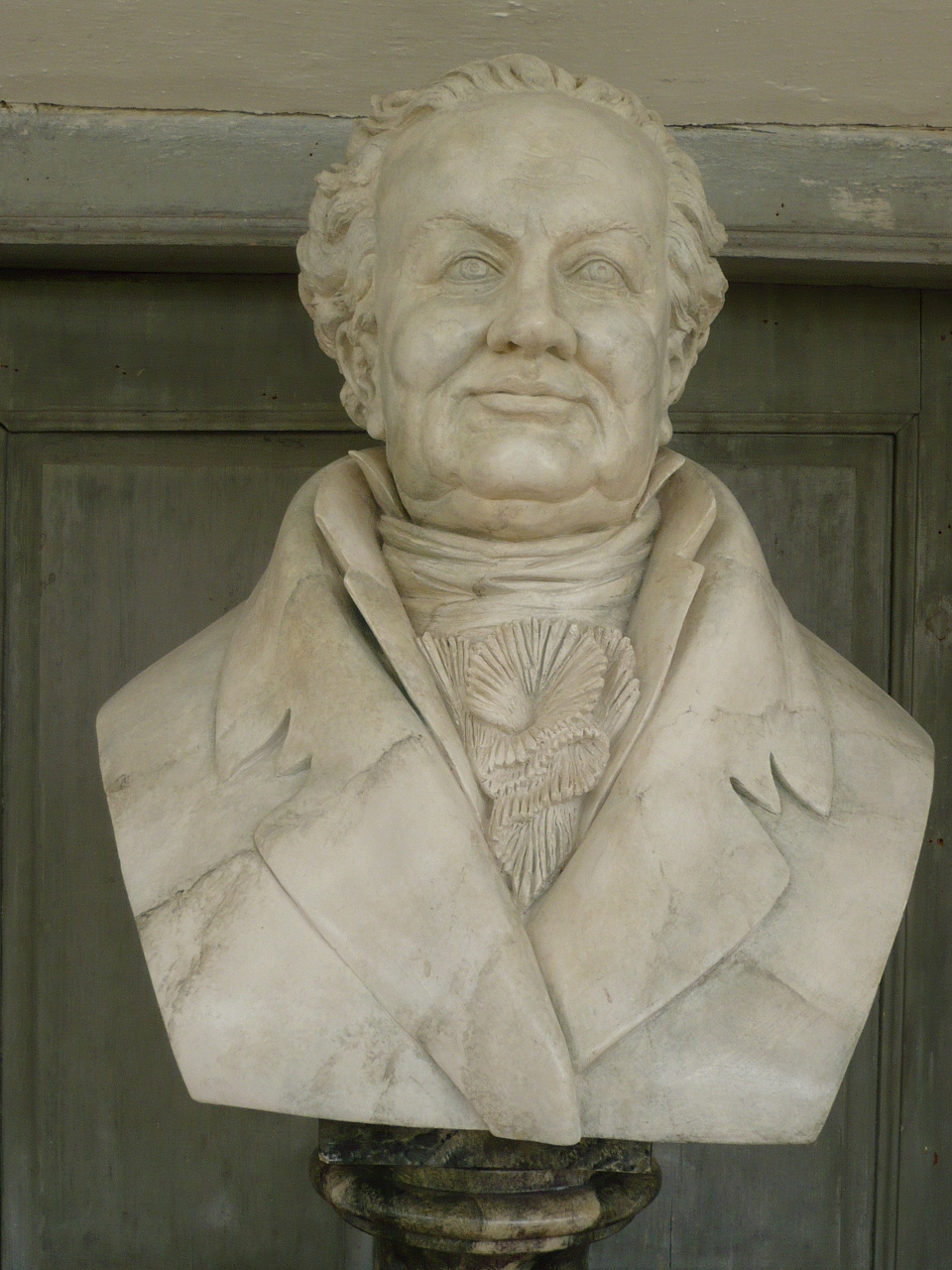
Buste de Friedrich Ludwig von Sckell, visible dans le parc du château de Nymphembourg.

La liste suivante mentionne les travaux les plus connus de Sckell :
- 1776/77 : parc paysager du château de Schwetzingen ;
- 1780 : parc du château Karlsberg à Hombourg et château Monbijou à Dietrichingen près de Deux-Ponts pour le compte du duc Charles II Auguste ;
- 1780/85 : parc Schöntal et parc Schönbusch in Aschaffenbourg ;
- 1783 : château de Dürkheim, jardin du château de Grünstadt ;
- 1784 : jardin du château de Neckarhausen, jardin ducal de Landshut ;
- 1785-88 : château de La Favorite à Mayence, jardin du château d'Oranienstein, domaine Monbijou à Dietrichingen ;
- 1787 : jardin du château de Wambolt (Birkenau, Odenwald), jardin du château de Wörrstadt Rheinhessen, Annahof et Monplaisir à Niederwürzbach, jardin de Rohrbach près de Heidelberg ;
- 1789-1800 : parc Ludwig à Sarrebruck, projet de transformation des fortifications de Mannheim en vue d'agrandir la ville (non réalisé) ;
- 1788-92 : aménagement paysager du château de Worms-Herrnsheim ;
- à partir de 1789 : Englischer Garten à Munich, projets urbains et espaces verts, remaniement du parc du château de Nymphenbourg ;
- 1790 : Kellergarten à Dirmstein et jardin du château de Heidelberg ;
- 1792 : jardin du château à Rilchingen ;
- 1795 : parc du château de Weinheim et travaux de transformation du Karlstal à Trippstadt ;
- 1803 : transformation du jardin de l'abbaye d'Amorbach ;
- 1805 : jardin de la Cour à Innsbruck et jardin Mirabell à Salzbourg ;
- 1805–1814 : jardin privé du château Stepperg près de Rennertshofen pour Maximilian von Montgelas ;
- 1817 : transformation du parc du château de Biebrich à Wiesbaden-Biebrich
- Transformation du parc du château d'Oppenweiler

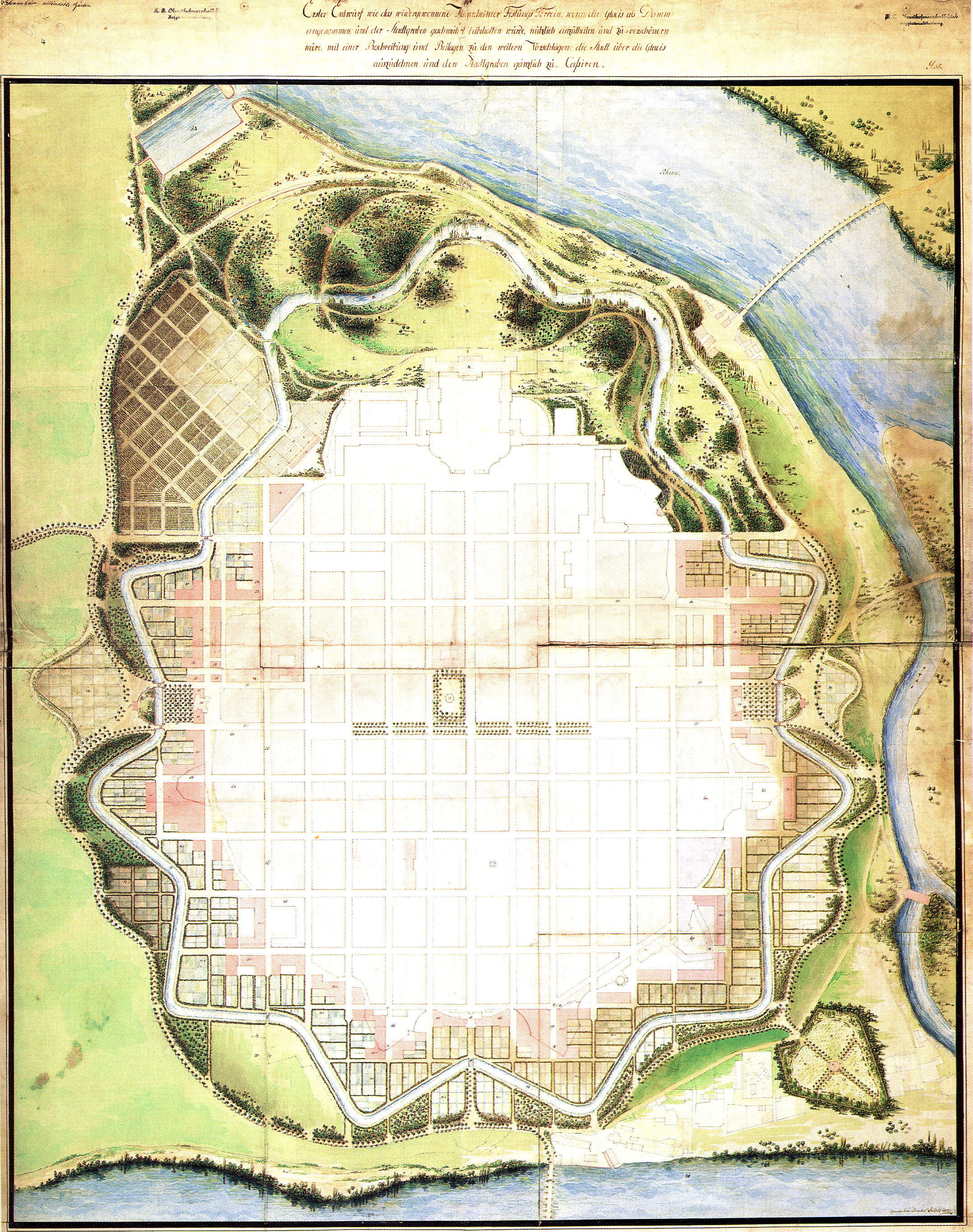
Plan de Sckell pour modifier les remparts de Mannheim et agrandir la ville (non réalisé).
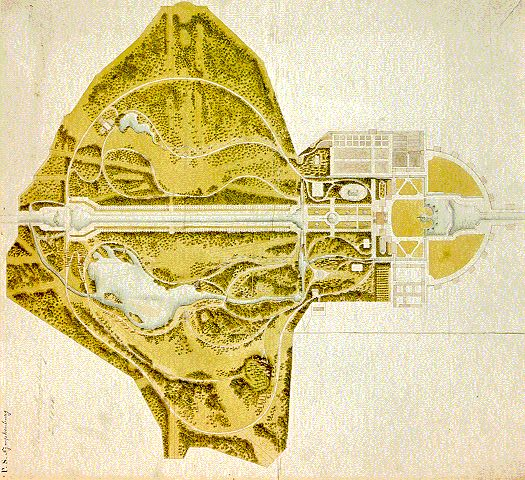
Plan des modifications du parc du château de Nymphenbourg, vers 1802.
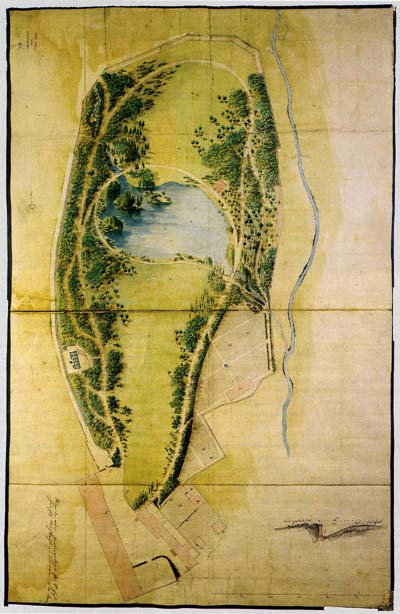
Plan des modifications de l'ancienne abbaye d'Amorbach, 1803.

## Influence

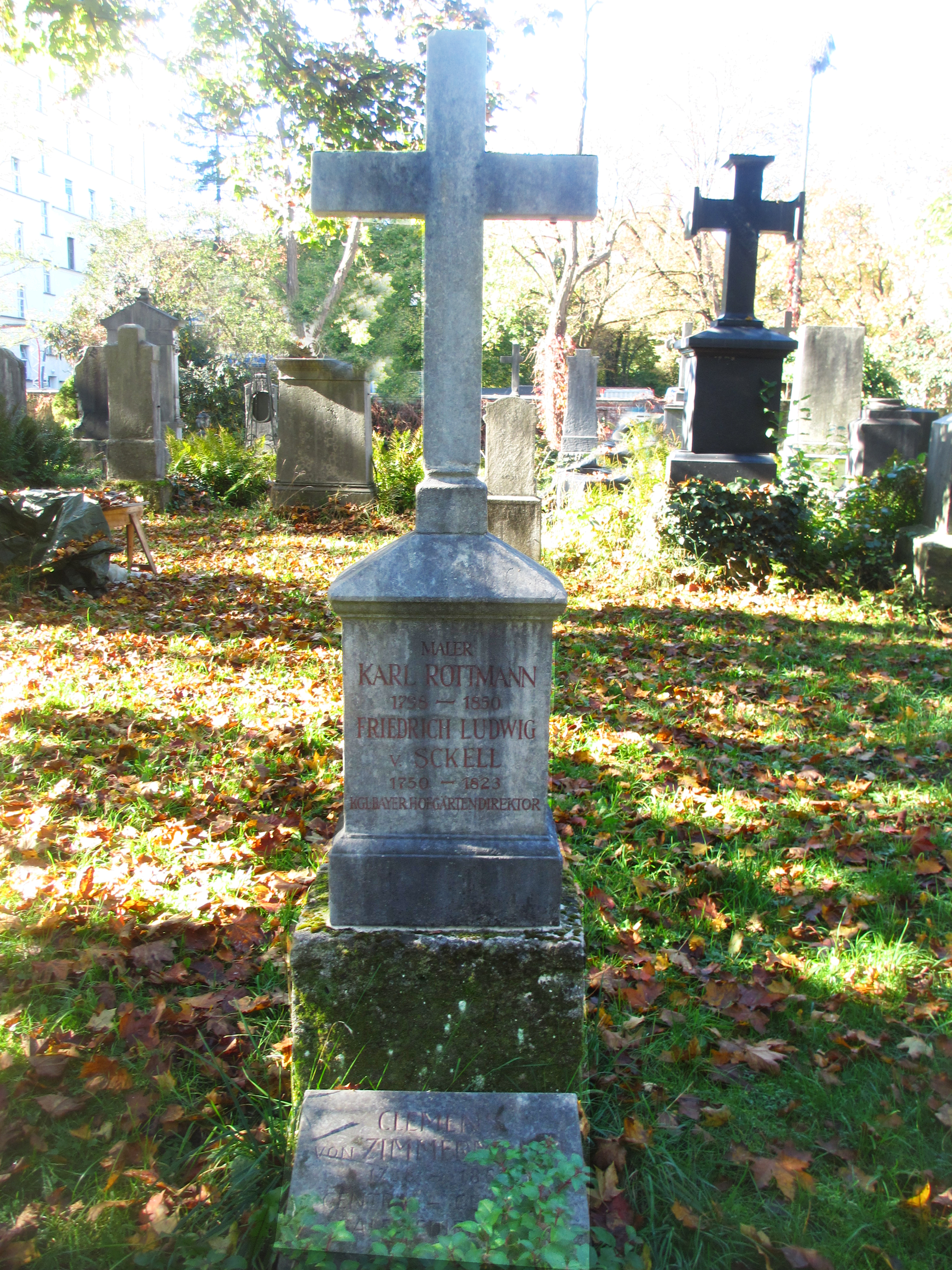
Tombe de Sckell dans l'ancien cimetière du Sud à Munich.

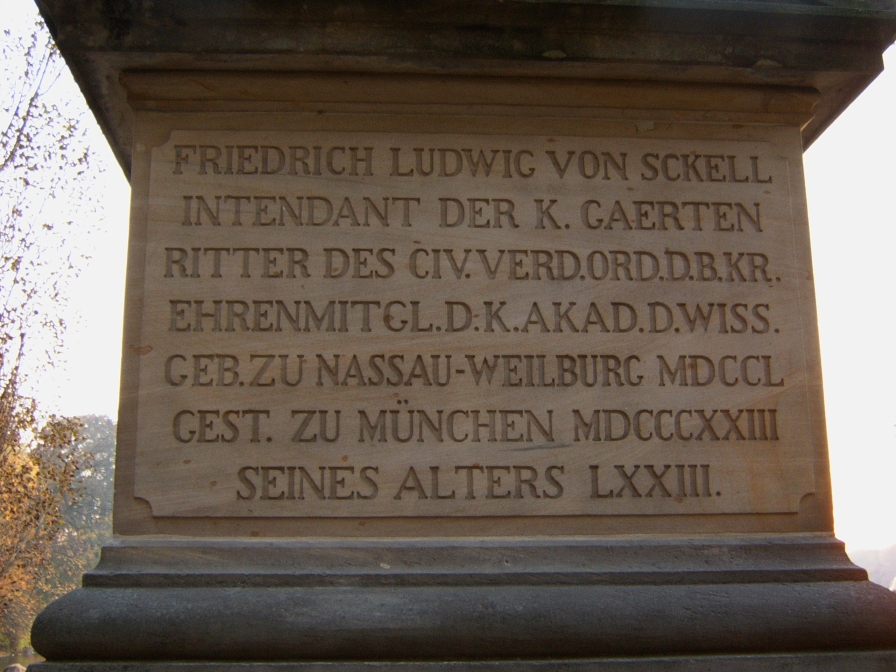
Colonne commémorative au lac de Kleinhesseloh dans l'Englischer Garten.

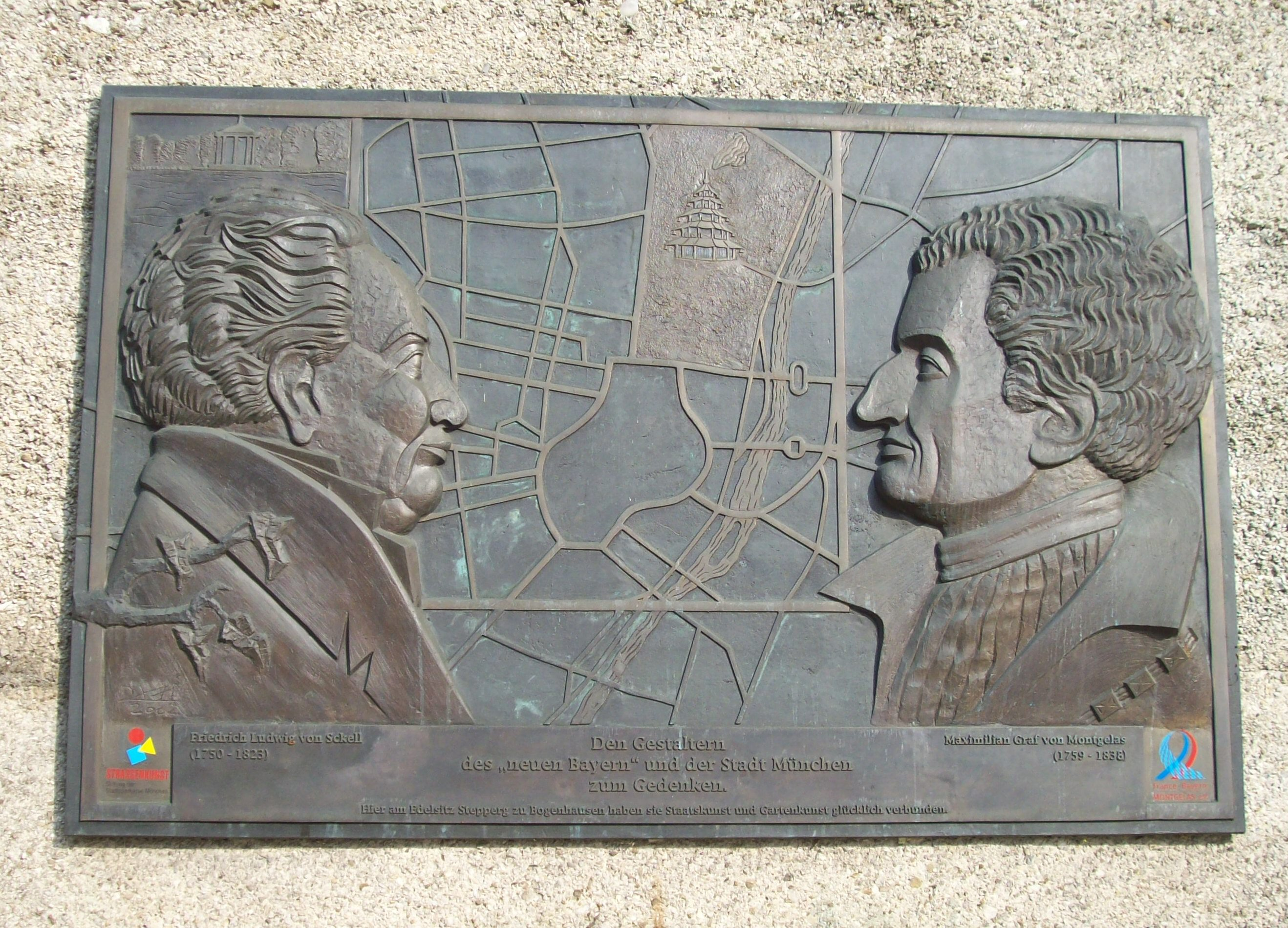
München-Bogenhausen : plaque commémorant Sckell et Montgelas (Peter Weidl, 2002)

Sckell meurt en 1823 avec le rang d'Intendant des jardins de la Cour. Un monument est élevé en sa mémoire dans l'Englischer Garten. Sa tombe se trouve dans l'ancien cimetière du Sud (secteur 6, rangée 7, places 33/34). Sckell a participé aux travaux de transformation du cimetière par l'architecte Gustav Vorherr qui l'avait dessiné en forme de sarcophage.
Il est considéré comme l'initiateur de la période classique du jardin à l'anglaise en Allemagne. Il présente sa conception du jardin anglais aux professionnels du métier dans son ouvrage de 1818 : Beiträge zur bildenden Gartenkunst. Le regroupement et l'ordonnancement des plantes qu'il préconise est encore utilisé dans les jardins paysagers en Allemagne à l'époque contemporaine.
Depuis 1967, l'Académie bavaroise des beaux-arts décerne une distinction, le Friedrich-Ludwig-von-Sckell-Ehrenring à des personnalités reconnues pour leurs travaux : paysagistes, historiens du jardin paysager et professionnels des métiers associés.

## Publications de Sckell
- Friedrich Ludwig von Sckell: Beiträge zur bildenden Gartenkunst für angehende Gartenkünstler. 2. Auflage 1825. Nachdruck: In: Grüne Reihe 5. 1. Auflage. Wernersche Verlagsgesellschaft, Worms 1982.  (ISBN 978-3-88462-011-3). 2. Auflage: Ebd. 1998.  (ISBN 3-88462-150-5).